# Durban (volcán)
Durban es un cono de cenizas de los Pirineos, en la Provincia magmática del Atlántico Central. El volcán se sitúa en la comuna de Durban, donde la capital de dicha comuna se asienta. Esta totalmente erosionado, pero todavía queda restos de su cráter. 